# Adhemarius gagarini
Adhemarius gagarini är en fjärilsart som beskrevs av Jose Francisco Zikán 1935. Adhemarius gagarini ingår i släktet Adhemarius och familjen svärmare. Inga underarter finns listade i Catalogue of Life.

## Bildgalleri

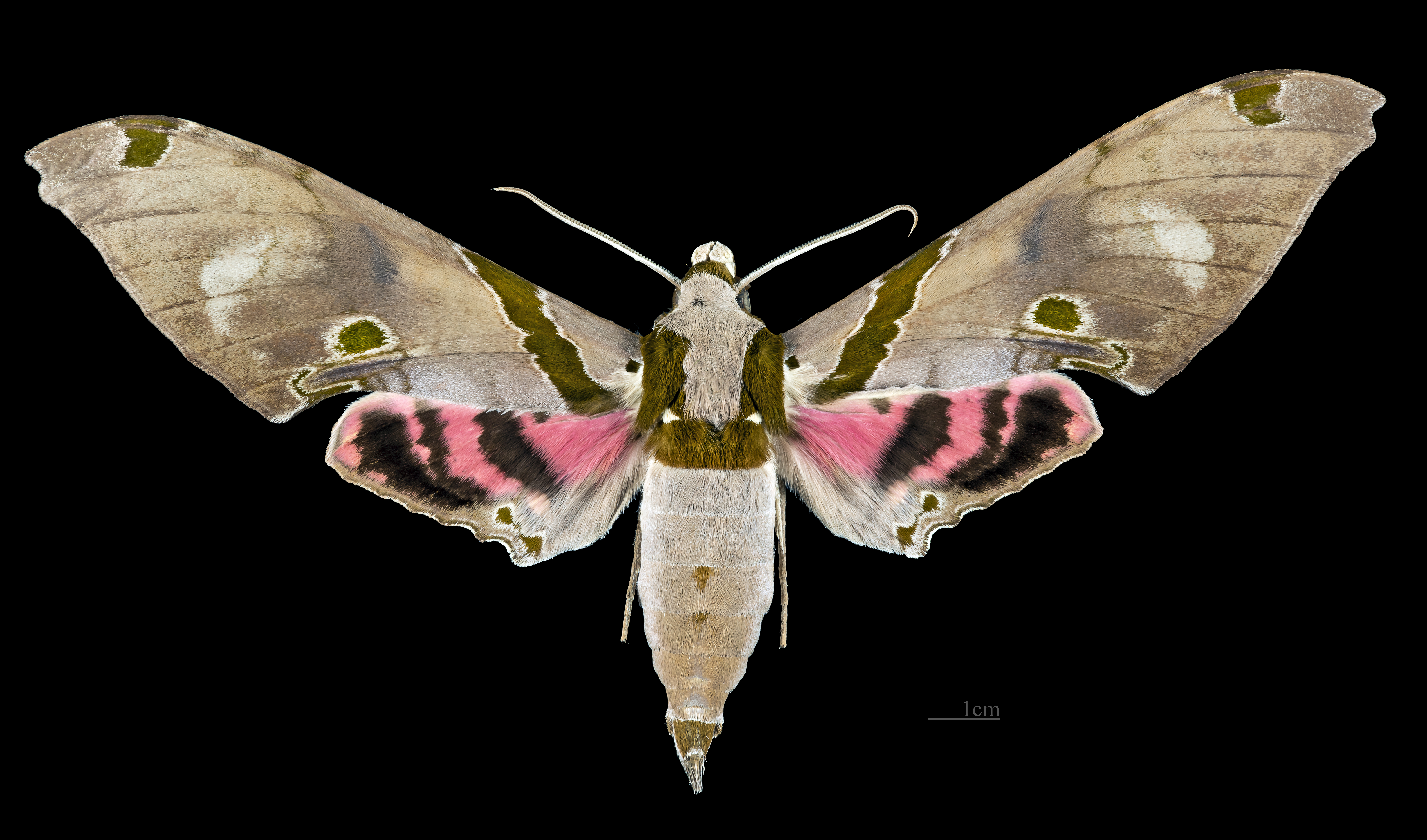
Adhemarius gagarini ♂
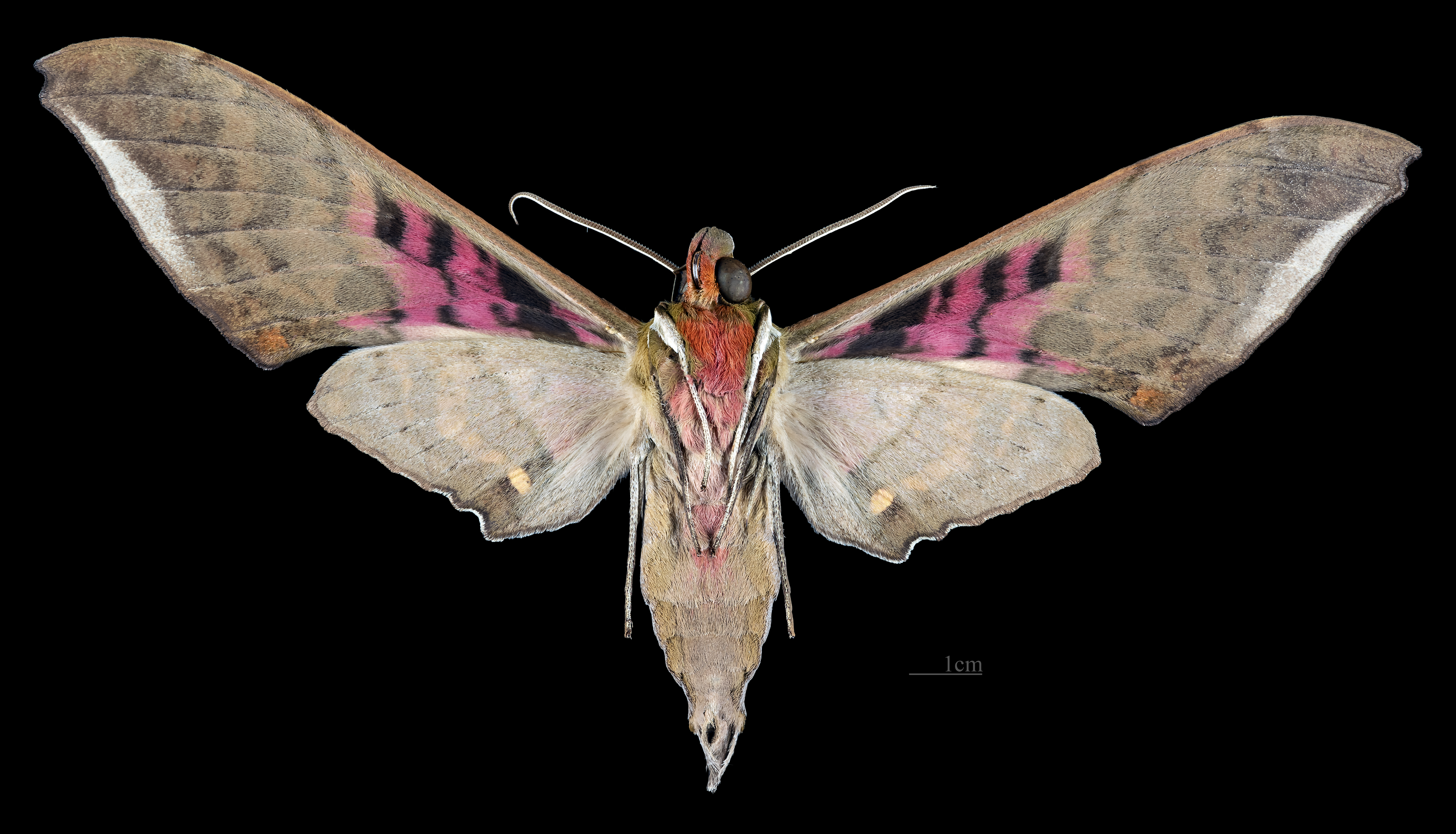
Adhemarius gagarini ♂  △
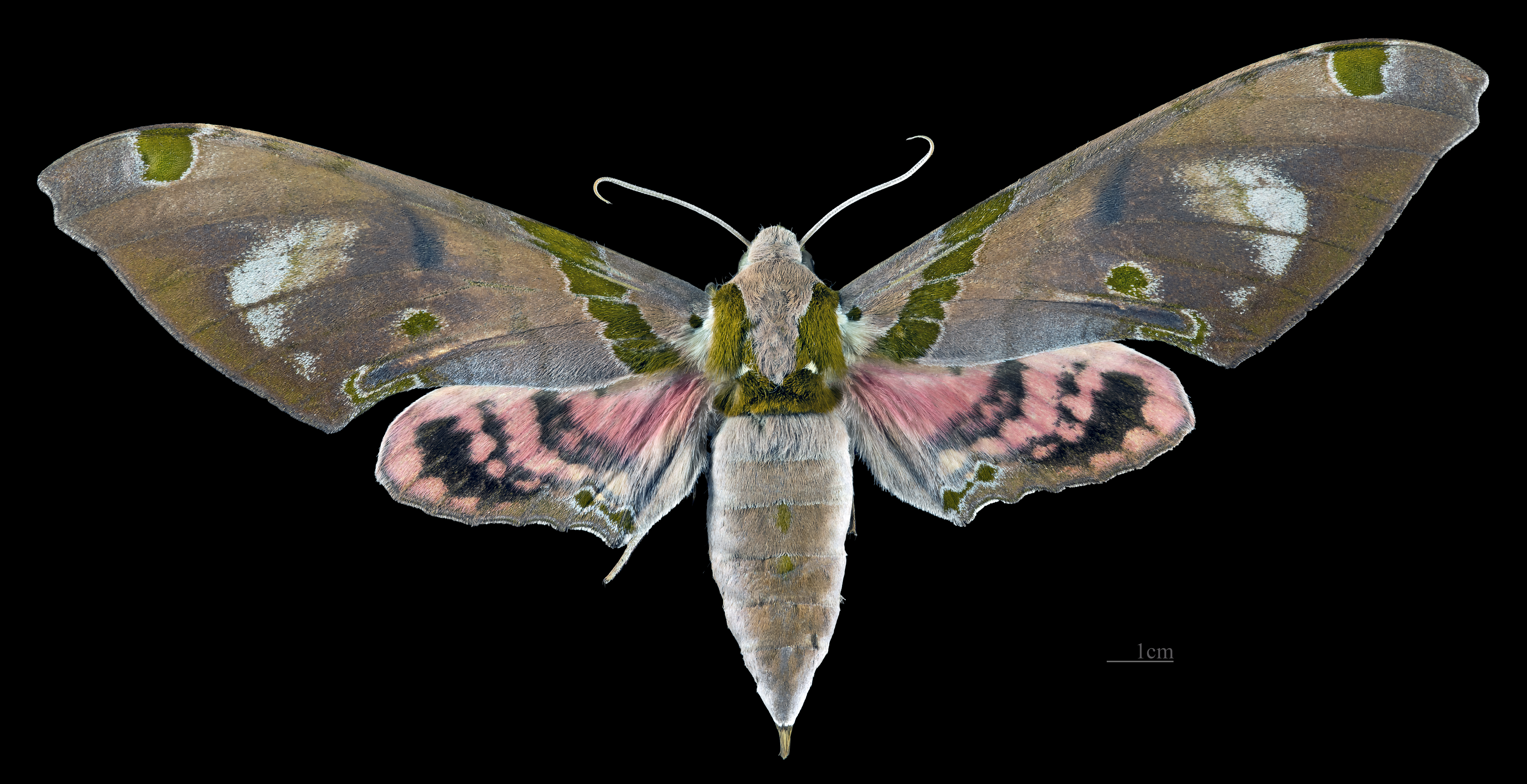
Adhemarius gagarini   ♀
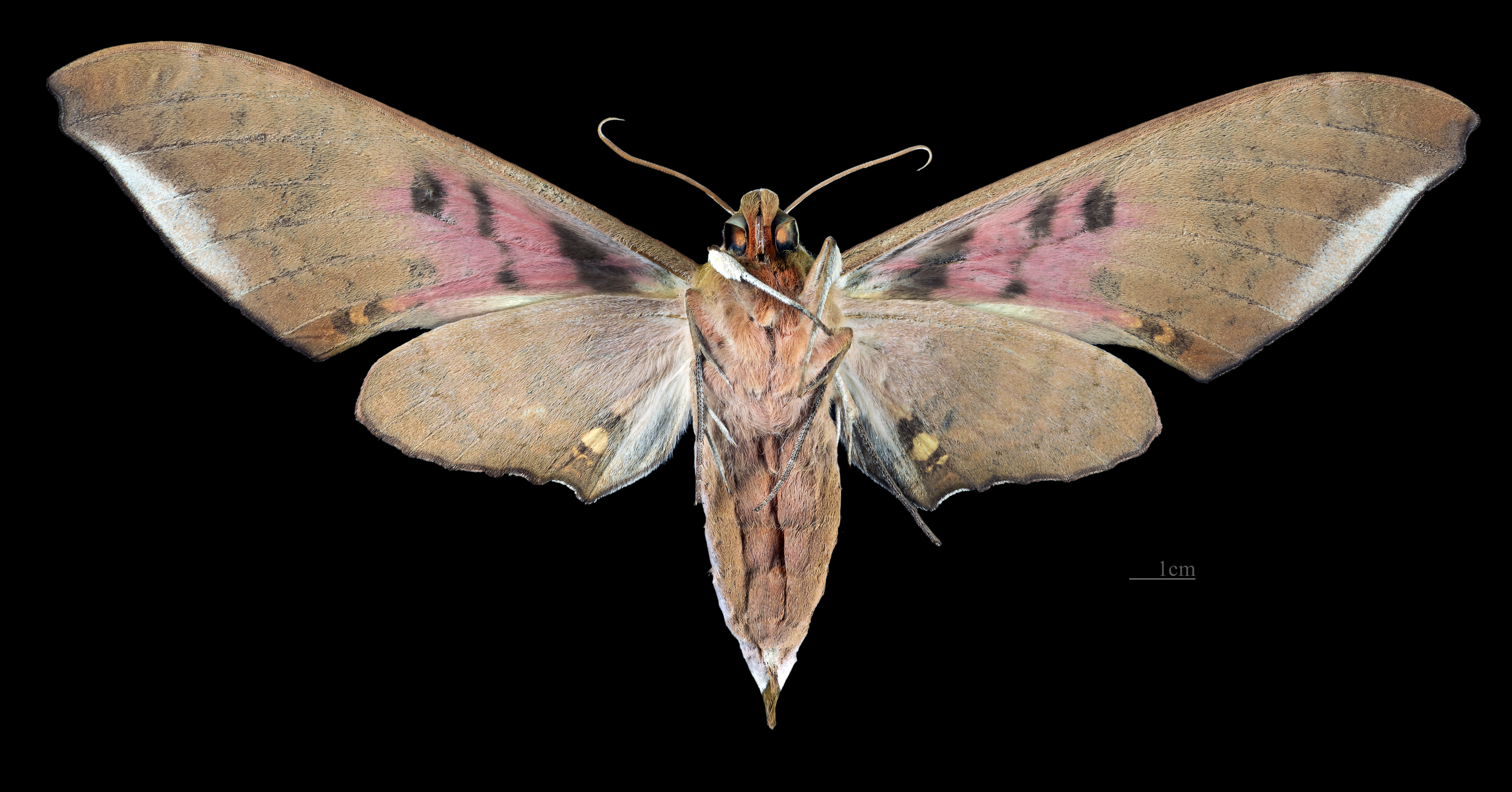
Adhemarius gagarini  ♀ △